# Jeleniewo
Jeleniewo, (Lituano: Elniavo valsčius) è un comune rurale polacco del distretto di Suwałki, nel voivodato della Podlachia.
Ricopre una superficie di 131,84 km² e nel 2004 contava 3 002 abitanti.